# 트르진

트르진의 위치

트르진(슬로베니아어: Trzin)은 슬로베니아의 도시로 면적은 8.6km2, 높이는 299m, 인구는 3,385명(2002년 기준), 인구 밀도는 393.6명/km2이다.